# João Arrais
João Luís Cândido Serrão Severino Arrais, mais conhecido por João Arrais (Santarém, 28 de Setembro de 1995), é um ator português. 
É conhecido pelo seu trabalho em Mistérios de Lisboa, Nação Valente e Soldado Milhões.

## Cinema
- 2010 - Mistérios de Lisboa.[1]
- 2012 - Assim Assim[1]
- 2013 - Versailles[1]
- 2015 - Acorda, Leviatã[1]
- 2016 - Cartas da Guerra[1]
- 2017 - Coelho Mau[1]
- 2018 - Soldado Milhões[1]
- 2019 - A Herdade
- 2019 - Serpentário
- 2020 - Um Fio de Baba Escarlate
- 2020 - Volta
- 2022 - L'Enfant
- 2022 - Nação Valente [1]

## Televisão
| Ano         | Projeto                            | Papel                    | Notas                    | Canal |
| ----------- | ---------------------------------- | ------------------------ | ------------------------ | ----- |
| 2006 - 2007 | Jura                               | Francisco «Kiko» Almeida | Elenco Adicional         | SIC   |
| 2008        | Liberdade 21                       | Duarte Ferraz            | Elenco Recorrente        | RTP1  |
| 2008        | Casos da Vida «Telma»              | Marcelo Tavares          | Elenco Principal         | TVI   |
| 2008        | Casos da Vida «Superior Interesse» | Vasco Castro             | Elenco Principal         | TVI   |
| 2008        | Morangos com Açúcar                | Telmo                    | Elenco Adicional         | TVI   |
| 2008        | Chiquititas                        | Tiago                    | Elenco Adicional         | SIC   |
| 2008        | Podia Acabar o Mundo               | Rufia                    | Elenco Adicional         | SIC   |
| 2009 - 2010 | Perfeito Coração                   | Bruno Santana            | Elenco Principal         | SIC   |
| 2010        | Cidade Despida                     | Pedro                    | Elenco Adicional         | RTP1  |
| 2011        | A Família Mata                     | Tiago                    | Participação Especial    | SIC   |
| 2013        | Depois do Adeus                    | João Mendonça            | Elenco Principal         | RTP1  |
| 2014        | Os Filhos do Rock                  | Rafael                   | Elenco Adicional         | RTP1  |
| 2014        | O Beijo do Escorpião               | Carlos                   | Elenco Adicional         | TVI   |
| 2013 - 2017 | Portal do Tempo                    | Jaime Falcão             | Elenco Principal         | TVI   |
| 2013 - 2017 | I Love It                          | Tiago Silva              | Elenco Principal         | TVI   |
| 2014        | Bem-Vindos a Beirais               | Rui                      | Elenco Adicional         | RTP1  |
| 2014 - 2015 | Mar Salgado                        | Pedro Pimenta            | Elenco Principal         | SIC   |
| 2016 - 2017 | Rainha das Flores                  | Rafael da Paz            | Elenco Principal         | SIC   |
| 2017        | Filha da Lei                       | Afonso Carvalheda        | Elenco Adicional         | RTP1  |
| 2017        | Inspetor Max                       | Afonso                   | Participação Especial    | TVI   |
| 2018 - 2019 | Vidas Opostas                      | Tito Reis                | Elenco Principal         | SIC   |
| 2018        | 3 Mulheres                         | Soldado João             | Elenco Adicional         | RTP1  |
| 2018        | Soldado Milhões                    | Soldado Milhões (jovem)  | Protagonista             | RTP1  |
| 2019        | Terra Brava                        | Vítor                    | Elenco Adicional         | SIC   |
| 2020        | Auga Seca                          | Paulo                    | Elenco Adicional         | RTP1  |
| 2020        | O Atentado                         | Rosa Casaco              | Elenco Adicional         | RTP1  |
| 2021        | Ordem Moral                        | José Eduardo da Cunha    | Elenco Principal         | RTP1  |
| 2021        | Glória                             | Fernando                 | Elenco Principal         | RTP1  |
| 2022 - 2023 | Praxx                              | Alexandre «Alex»         | Elenco Recorrente (OPTO) | SIC   |
| 2023        | Histórias da Montanha              | Lourenço                 | Elenco Adicional         | RTP1  |
| 2023        | Lusitânia                          | Frutuoso das Donas       | 1 episódio               | RTP1  |
| 2023 - 2024 | Papel Principal                    | José Nuno «Zen» Bezerro  | Elenco Principal         | SIC   |
| 2024        | Sempre                             | Rodolfo                  | Elenco Principal         | RTP1  |

## Teatro
- [carece de fontes?]
- Entre dezembro de 2014 e janeiro de 2015 protagonizou Oliver Twist, encenado por Sofia Espírito Santo, numa produção da Animarte apresentada no Teatro da Malaposta.[2]